# Сенкинская
Сенкинская — деревня в Вожегодском районе Вологодской области на реке Явенга.
Входит в состав Явенгского сельского поселения, с точки зрения административно-территориального деления — в Явенгский сельсовет.
Расстояние до районного центра Вожеги по автодороге — 24 км, до центра муниципального образования Базы по прямой — 3 км. Ближайшие населённые пункты — Якушевская, Михеевская, Екимовская.
По переписи 2002 года население — 6 человек.